# Sutter County
Sutter County er et amt beliggende langs Sacramento River i Central Valley, i den nordlige del af den amerikanske delstat Californien, nord for delstatshovedstaden Sacramento. Hovedbyen i amtet er Yuba City. I år 2010 havde amtet 94.737 indbyggere.
Amtet blev dannet 18. februar 1850, som et af de oprindelige amter i Californien.

## Geografi
Ifølge United States Census Bureau er Sutters totale areal er 1.576,2 km² hvoraf de 15,6 km² er vand. 

### Grænsende amter
- Sacramento County - syd
- Yolo County - syd
- Colusa County - vest
- Butte County - nord
- Yuba County - øst
- Placer County - sydøst

### Byer i Sutter
| - Live Oak - South Yuba City - Sutter - Tierra Buena - Yuba City |